# Pisa Sporting Club
Il Pisa Sporting Club, meglio noto come Pisa, è una società calcistica italiana con sede nella città di Pisa. Milita in Serie A, la massima divisione del campionato italiano.
Fondato nel 1909 e successivamente ricostituito in due occasioni (nel 1994 come Associazione Calcio Pisa, poi Pisa Calcio, e nel 2009 come Associazione Calcio Pisa 1909), vanta 8 campionati di Serie A e 38 campionati di alla Serie B; nella stagione 1920-1921 ha, inoltre, partecipato alla finalissima per il titolo nazionale di massima serie. Annovera nel proprio palmarès due Coppe Mitropa, due campionati di Serie B e una Coppa Italia Serie C. 
La FIGC considera il Pisa al 33º posto nella graduatoria della tradizione sportiva dei club ad essa affiliati. Inoltre il Pisa si colloca al 51º posto nella classifica perpetua della Serie A e all'8º nella classifica perpetua della Serie B.

## Storia

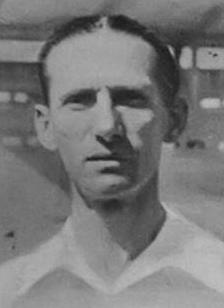
József Ging, primo e più longevo tecnico nella storia del Pisa, sfiorò la conquista dello scudetto nel 1921.

Nata nel 1909, la squadra si affilia alla FIGC e sfiora il titolo italiano nel campionato di Prima Categoria 1920-1921: dopo aver vinto il proprio girone, e una successiva fase a gironi, batte il Livorno nella finale centro-meridionale e si gioca la vittoria del campionato nella finalissima con la Pro Vercelli, perdendo 2-1. Nel 1926 retrocede nella serie cadetta e tre stagioni più tardi, retrocede nella terza categoria. Nel 1934, il Pisa ritorna in seconda divisione e dopo aver sfiorato la promozione in A, all'inizio degli anni cinquanta fa prima ritorno in Serie C, poi retrocede in quarta divisione. 
Dopo aver riconquistato la Serie C, negli anni sessanta la formazione toscana approda nuovamente in Serie B. Nel 1968, per un solo anno, il Pisa milita in Serie A prima di tornare in terza serie negli anni settanta. Nel 1978 Romeo Anconetani rileva la presidenza della squadra e risolleva il Pisa dalla C alla A, portandolo fino alla semifinale di Coppa Italia nel 1989 e a vincere anche le sue prime storiche competizioni europee: nel 1986 e nel 1988, i toscani s'impongono in Coppa Mitropa. Per volontà dello stesso Anconetani, nel 1989 si gioca l'unica edizione della Supercoppa Mitropa tra le ultime due vincenti temporali della Mitropa: il Pisa affronta i cecoslovacchi del Baník Ostrava, perdendo il doppio confronto. Dopo diversi anni nella massima serie, negli anni novanta il Pisa retrocede in B, quindi fallisce una prima volta e riparte dall'Eccellenza.
Negli anni duemila torna tra i professionisti, vince una Coppa Italia di Serie C nel 2000 e ritorna a giocare in Serie B, tuttavia fallisce nuovamente nel 2009 e riparte dalla Serie D. Nella stagione 2015-2016 viene promosso a seguito del doppio confronto con il Foggia, giocando in Serie B per una sola stagione, prima di tornare in terza serie. Nel 2019, grazie alla vittoria per 3-1 nell'ultimo turno dei play-off sul campo della Triestina, viene di nuovo promosso in cadetteria. Termina la stagione 2021-2022 al terzo posto, sfiorando la promozione nella massima serie, sfumata solo nella doppia finale dei play-off contro il Monza. Dopo due stagioni di difficoltà terminate solo all'undicesimo e tredicesimo posto  e quindi lontano dalla zona play-off, nella stagione 2024-2025 coglie la promozione in Serie A grazie al secondo posto finale, raggiungendo così la massima serie dopo 34 anni d'assenza.

## Colori e simboli

### Colori

La squadra del 1982-1983 in campo col secondo completo giallo dell'epoca; il colore riprende lo stemma della provincia pisana.

Alla sua nascita, nel 1909, i colori ufficiali del Pisa erano il bianco e il rosso, presi in prestito dal gonfalone cittadino. Sopravvissero pochi mesi poiché, in onore della vittoria dell'Inter nel campionato italiano del 1909-1910, lasciarono il posto al nero e all'azzurro del club meneghino.
Da allora le due tinte divennero quindi anche quelle della squadra pisana, quasi sempre disposte sulla maglia casalinga in strisce verticali, la cui ampiezza può variare di stagione in stagione; la società toscana derogò alla tradizione solo sul finire degli anni 1980 quando, seguendo le mode del tempo, adottò una casacca ripartita esattamente a metà con sottili righe nere e blu nella parte sinistra, e azzurre e celesti nella zona destra. Per quanto concerne il resto della tenuta, inizialmente alla maglia nerazzurra erano abbinati pantaloncini bianchi, che in seguito divennero neri o blu a seconda delle esigenze, così come le calze.
Nei completi da trasferta, principalmente si sono alternati soprattutto gli storici colori delle origini, ovvero il bianco (con inserti nerazzurri) e il rosso. Nel corso dei decenni non sono tuttavia mancate le più diverse sperimentazioni cromatiche, su tutti il giallo; proprio il rosso e il giallo sono due tinte storicamente legate al territorio pisano, in quanto mutuate rispettivamente, dagli stemmi civico e provinciale.

### Simboli ufficiali
Simboli iconicamente associati al club nerazzurro sono la torre pendente cittadina e la bandiera rossa con croce bianca patente, ritrinciata e pomata (comunemente definita "Pisana", simbolo araldico civico e retaggio del periodo indipendentista della repubblica marinara) o come secondo stemma in abbinamento a quello sociale.

#### Stemma
I suddetti simboli sono dunque ricorrenti negli stemmi che il Pisa si è dato nel corso dei decenni. Tra gli esempi più antichi conosciuti si annoverano:
- l'ancile palato nero e azzurro, caricato dello scudo svizzero rosso alla croce pisana bianca nella parte superiore, dell'epigrafe PISA S.C. in quella inferiore.
- l'ancile palato nero e azzurro caricato dello scudo svizzero rosso alla croce pisana bianca, con fascia bianca di bordura recante la dicitura PISA SPORTING CLUB e sei stelle a cinque punte.
- lo scudo circolare rosso alla croce pisana bianca, chiuso esternamente da una doppia fascia nera e azzurra recante l'epigrafe PISA S.C.
- lo scudo circolare partito a sinistra di rosso alla croce pisana bianca, a destra alla palatura nero-azzurra, chiuso esternamente da una fascia bianca recante l'epigrafe SPORTING CLUB PISA.
- l'ancile palato nero e azzurro per due terzi, col capo bianco recante il nome S.C. PISA.

Nei primi anni di attività della squadra, le maglie da gioco portavano bensì ricamato sul petto lo stemma araldico cittadino "al naturale", senza particolari aggiunte o finiture non di rado inoltre, anche dopo l'adozione di stemmi differenti, lo scudo rosso-crociato ha comunque continuato ad apparire sulle divise dei calciatori pisani.

La bandiera con la croce pisana, emblema della città.

Celebre è poi il logotipo adottato negli anni 1980, in concomitanza con la presidenza di Romeo Anconetani: in un inconsueto "scudo" dalle linee geometriche estremamente semplici erano inscritti i disegni stilizzati della torre pendente (colorata in nero e azzurro) e della croce pisana (in rosso), con la denominazione PISA SC collocata in basso a sinistra.
Nel 1994 il club (frattanto dissolto e rifondato con nuova denominazione) si dotò di un nuovo stemma: venne recuperato l'ancile palato nero e azzurro (doppiamente bordato in bianco ed oro), all'interno del quale venne collocato un complesso disegno in cui le lettere P e C (acronimo societario) s'intrecciavano attorno al disegno stilizzato della torre pendente (inconsuetamente piegata verso sinistra). Al di sotto di esso appariva la denominazione PISA CALCIO e uno scudetto rotondo con la croce pisana.
Il fallimento del 2009 e la successiva rifondazione imposero la necessità di individuare un nuovo logotipo: si optò per mantenere l'ancile, che divenne bianco con bordo azzurro; all'interno venne collocato il disegno stilizzato della torre pendente (sotto forma di nastro spiroidale azzurro all'esterno e nero all'interno) "basato" sopra la croce pisana in campo rosso. La nuova denominazione A.C. PISA 1909 trovò posto nella parte superiore dell'insieme. Tale stemma non venne mai particolarmente apprezzato dall'opinione pubblica legata al club, che alludendo alla forma del disegno della torre civica coniò l'ironico soprannome di mollone.
Nella primavera del 2017 la società riacquisì i diritti d'uso dello storico marchio Pisa Sporting Club: ciò non si riflesse nell'immediato in un cambio ufficiale di denominazione, pur se dalla stagione 2017-2018 il club iniziò a utilizzare prettamente il succitato marchio nella sua corporate identity. In tal senso, vennero commissionate alcune proposte di rebranding inerenti allo stemma, poi sottoposte al giudizio della tifoseria tramite web. Il logo così scelto mantiene la forma ovale e recupera la blasonatura di base palata nero-azzurra: la parte superiore è tuttavia integralmente nera, onde contenere la denominazione Pisa Sporting Club, mentre in posizione centrale appare il disegno stilizzato della torre pendente sovrapposta alla croce pisana in campo rosso; nel capo inferiore è riportato l'anno di fondazione.
Dall'estate 2021, con il completamento del relativo iter burocratico, dopo ventisette anni la società riprende definitivamente la storica denominazione di Pisa Sporting Club.

Stemma usato negli anni 1980.
Stemma usato dal 1994 al 2009.
Stemma usato dal 2009 al 2017.
Stemma in uso dal 2017.

#### Mascotte
La mascotte del Pisa è Vituperio, personificazione della torre di Pisa (tipicamente a braccia conserte e dall'aria arrabbiata e minacciosa) vestita con la maglia sociale nerazzurra.
Ideata da due studenti dell'Istituto d'Arte della città toscana, trae il proprio nome dall'invettiva contro Pisa del XXXIII Canto dell'Inferno di Dante Alighieri.

#### Inno
Lo storico inno della squadra nerazzurra si intitola Pisa come ai vecchi tempi, cantato da Funel e risalente all'inizio degli anni 1980. Dopo la promozione in Serie A del 2025, la società ha presentato il nuovo inno ufficiale Alè Pisa, alè! di Andrea Bocelli.

## Strutture

### Stadio
Dal 1919 il Pisa gioca le sue gare casalinghe all'Arena Garibaldi, impianto sito nel quartiere di Porta a Lucca, alle porte della città. Una prima inaugurazione avvenne il 26 ottobre di quell'anno, con la gara amichevole Pisa-Juventus Roma (5-1). Lo stadio fu inaugurato nuovamente l'8 novembre 1931 con l'autarchico nome di Campo del Littorio, alla presenza del re Vittorio Emanuele III e della regina Elena; in quella occasione si disputò l'amichevole Pisa-Empoli, terminata 3-1 in favore dei padroni di casa. Alla caduta del regime fascista, lo stadio riprese la denominazione originaria.

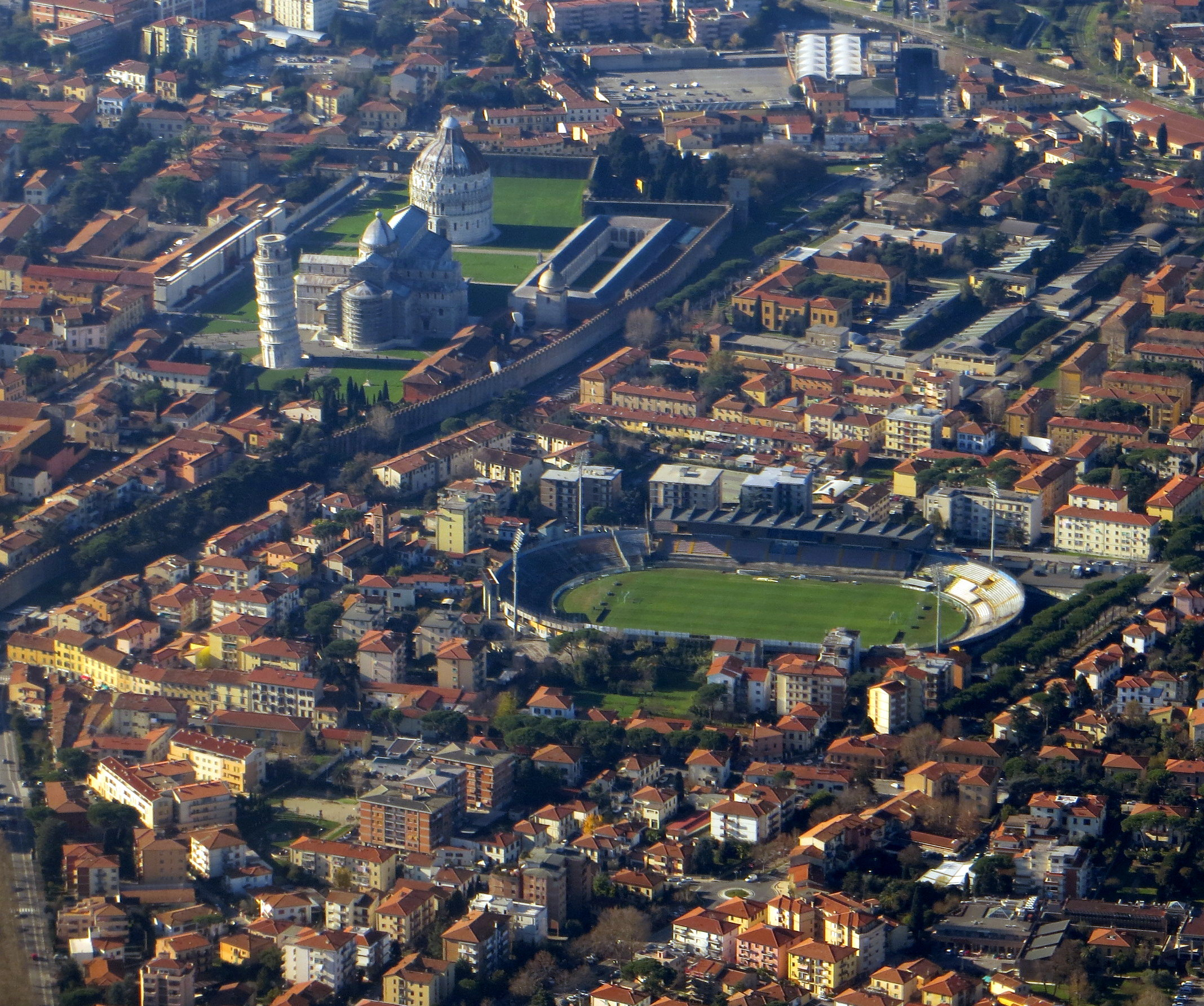
Veduta aerea dell'Arena Garibaldi di Pisa, a poche centinaia di metri da piazza dei Miracoli.

Il "cuore" del tifo nerazzurro, la curva Nord, fu costruita alla fine degli anni 1950. Nel 1978 venne chiuso l'anello, col prolungamento delle due curve a ridosso della tribuna e della gradinata. Nell'estate del 1982 l'allora presidentissimo Romeo Anconetani – il cui nome verrà affiancato, il 9 dicembre 2001, alla titolazione dello stadio – fece ristrutturare la vecchia tribuna coperta, abbattendo la copertura originaria. Lo stadio è arrivato, tra il 1982 e il 1994, a ospitare fino a 35000 spettatori, mentre nel ventunesimo secolo è abilitato per circa 12 000 presenze.
Nel 1999, a seguito della scomparsa del tifoso Maurizio Alberti, la curva Nord è stata intitolata alla sua memoria, mentre al calciatore pisano Gianluca Signorini, scomparso il 6 novembre 2002 a causa della SLA, fu intitolata la gradinata il 23 aprile 2005.
La Nazionale Italiana ha giocato quattro partite all'Arena rispettivamente contro: la Jugoslavia il 23 settembre 1987, la Danimarca il 22 febbraio 1989, la Norvegia il 10 febbraio 1999 e l'Irlanda del Nord il 6 giugno 2009. Ha inoltre ospitato due finali di Coppa Mitropa, 1985 e 1988, due finali del Torneo di Viareggio, 1959 e 2015 e il terzo turno preliminare della UEFA Champions League 1998-1999 tra l'Inter e i lettoni dello Skonto.

### Centro di allenamento
A partire dalla stagione 2015-2016, dopo il periodo iniziale presso il campo sportivo di Filettole, mediante un accordo con l'Università di Pisa la società usufruisce del centro sportivo sito a San Piero a Grado.
Il settore giovanile nerazzurro si allena invece negli impianti di "Casa Pisa" a Coltano, presso il centro sportivo Zara.
Nel mese di febbraio 2025 sono iniziati i lavori del nuovo Pisa Training Center, in un'area complessiva di oltre 120.000 m². Al suo interno saranno ospitate, oltre alla Prima Squadra, le principali formazioni del Settore Giovanile.
Nell'estate del 2025 il ritiro precampionato verrà svolto a Morgex, in Valle d'Aosta.

## Società
Fino al 14 agosto 2015, Carlo Battini deteneva il 99% delle quote societarie dal 2011, quando Piero Camilli, insieme al quale nel 2009 aveva acquistato la nuova società creatasi dopo la scomparsa del Pisa Calcio, ha deciso di tirarsi indietro e cedergli le sue quote. In data 14 agosto 2015 l'80% delle quote passano a Fabrizio Lucchesi, il 19% rimane in mano a Carlo Battini, mentre l'1% rimanente appartiene al comitato Vecchio Cuore Nerazzurro composto dal centro coordinamento Pisa clubs, tifosi diversamente abili e ai gruppi organizzati "Curva Nord Maurizio Alberti", rappresentati nelle sedi opportune dall'avvocato Andrea Bottone.
il 22 dicembre 2016, la Magico Srl ha acquisito le quote della società dalla Carrara Holding della famiglia Petroni, Giuseppe Corrado è il nuovo presidente del club. Da gennaio 2021, il Pisa ha un nuovo patron, ossia il magnate Alexander Knaster; Corrado e la sua famiglia manterrano tuttavia il 25% delle quote della società.

### Organigramma societario
Dal sito web ufficiale della società.
- Giuseppe Corrado - Presidente
- Alexander Knaster - Vicepresidente
- Giovanni Corrado - Direttore generale
- Daniele Freggia - Direttore operativo
- Davide Vaira - Direttore sportivo

### Sponsor
Di seguito la cronologia di fornitori tecnici e sponsor del Pisa.
| Cronologia degli sponsor tecnici - 1980-1983 Puma - 1983-1986 Ennerre - 1986-1988 Le Coq Sportif - 1988-1990 Hummel - 1990-1994 Gems - 1994-2002 Esasport - 2002-2006 Garman - 2006-2009 Joma - 2009-2013 Erreà - 2013-2016 Joma - 2016-2017 Kappa - 2017- adidas |

### Settore giovanile

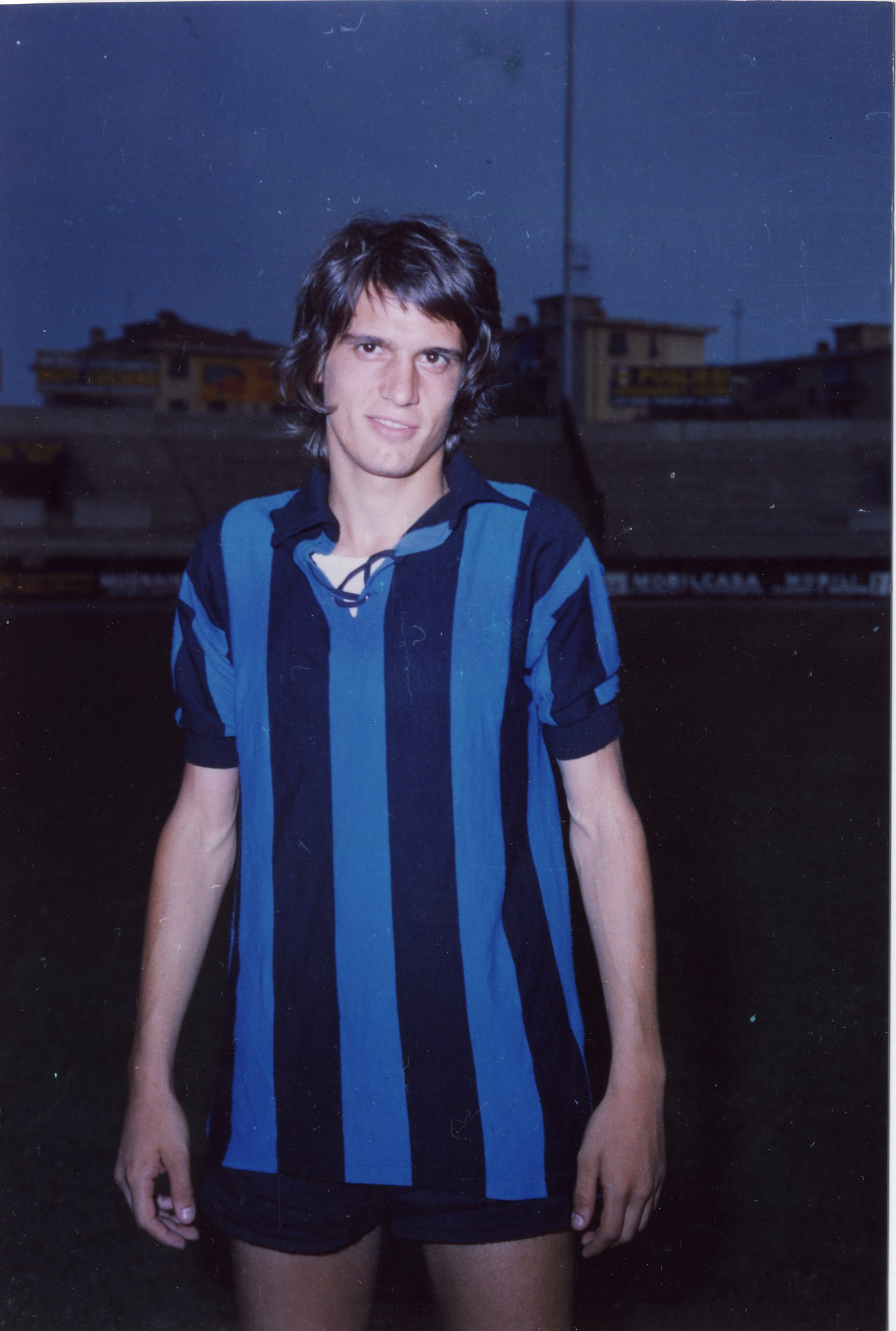
Un giovane Marco Tardelli con la maglia del Pisa

Il settore giovanile nerazzurro ha ottenuto il suo unico titolo italiano vincendo nel 1972 il Campionato nazionale Dante Berretti riservato alle squadre di Serie C. Durante gli anni ha partecipato 4 volte al Torneo di Viareggio: 3 sotto la gestione Anconetani e 1 sotto la gestione Covarelli nel 2008, tutte terminate con l'eliminazione al primo turno. A causa del doppio fallimento in meno di un ventennio è stato rifondato più volte nel corso degli anni. Tra i prodotti del settore giovanile nerazzurro tra gli altri vi furono: Marco Tardelli, lanciato in prima squadra nel campionato di Serie C 1972-1973 e ribattezzato in quel periodo dai veterani col nomignolo di "Puce", futuro Campione del Mondo con la Nazionale a Spagna '82 e vincitore con la Juventus della Coppa dei Campioni 1984-1985, e di 5 Campionati di serie A; Gionatha Spinesi, lanciato in prima squadra nel Campionato Nazionale Dilettanti 1995-1996, capocannoniere con l'Arezzo del Campionato di Serie B 2004-2005 e autore di 33 reti in Serie A con Bari e Catania.
Nella stagione Campionato Primavera 2 2024-2025, la formazione nerazzurra si è classificata al 7° posto.

## Il Pisa nella cultura di massa

Il presidentissimo Romeo Anconetani, il più longevo e vincente della storia pisana (1978-1994), qui durante il programma Parliamo con Romeo di 50 Canale.

Nel 1921, dopo la vittoria del Pisa nella finale del Campionato dell'Italia Centro Meridionale, la squadra si preparava ad affrontare i bianchi della Pro Vercelli nella finale nazionale; in città c'è grande attesa e, tra la varie iniziative prese per attendere il giorno dell'importante partita, ci fu la pubblicazione di un periodico chiamato Nero-azzurro. Da quel giorno e fino al 2009 (anno del fallimento del Pisa Calcio), pur se con qualche breve periodo di non pubblicazione e alcuni cambi di grafica e di titolo, accompagnerà gli sportivi pisani ad ogni partita casalinga della squadra.
Nel 1982 il Pisa conquisterà la Serie A ed entrerà anche nelle case dei cittadini grazie all'allora TV locale Canale 55, e successivamente alla nuova televisione nata in quegli anni, 50 Canale. Il presidente dell'epoca, Romeo Anconetani, era ospite di una trasmissione a cadenza settimanale incentrata su di lui, Parliamo con Romeo, ma in un certo senso anche co-conduttore della stessa: in un mondo ancora lontano dalla rivoluzione dei social network si trattò di un unicum del suo genere, dato che un presidente di una società sportiva interagiva settimanalmente con giornalisti e tifosi, i quali gli rivolgevano domande telefoniche in diretta. Grazie a questa nuova interattività l'allora presidentissimo divenne molto popolare anche al di fuori dei confini cittadini, infatti la trasmissione era seguita con simpatia anche dalle province vicine. Uno spezzone di intervista del "vulcanico" presidente era presente nella sigla del 1992 del programma satirico-calcistico condotto dalla Gialappa's Band, Mai dire Gol, in cui le provocazioni di Anconetani verso i giornalisti erano spesso umoristicamente prese di mira dai conduttori del programma.
Dalla sua nascita diversi libri sono stati scritti sulla storia nerazzurra, alcuni dedicati alle promozioni storiche, altri in occasioni degli anniversari. Per il centenario dalla nascita del club nel 2009, sono usciti quattro volumi, di diversi autori e case editrici, che raccontano la storia dei nerazzurri attraverso immagini ed aneddoti vari sulla secolare attività calcistica cittadina.
Sono tifosi del Pisa il politico Enrico Letta, il giornalista Cristiano Militello e l'attore Paolo Conticini.
In occasione della promozione in Serie A del 2025, la società ha presentato il nuovo inno ufficiale, Alè Pisa, alè!, cantato da Andrea Bocelli.

## Allenatori e presidenti
Di seguito un elenco comprendente tutti gli Allenatori e tutti i presidenti della storia del club.
- 1909-1920  Commissione tecnica
- 1920-1924  József Ging
- 1924-1925  Commissione tecnica
- 1925-1926  Manlio Mattiello
- 1926-1928  Aldo Vettori
- 1928-1930  Alfredo Ratti
- 1930-1933  József Ging
- 1933-1935  György Orth
- 1935-1938  József Ging
- 1938-1939  Károly Csapkay (1ª-12ª)
 Angelo Pasolini (13ª-34ª)
- 1939-1940  Aristide Viale (1ª-14ª)
 József Ging (15ª-34ª)
- 1940-1943  József Ging
- 1943-1945  carica vacante
- 1945-1946  Angelo Pasolini
- 1946-1947  Giuseppe Forlivesi (1ª-42ª) 
 Angelo Pasolini (spareggio salvezza)
- 1947-1948  Cesare Migliorini
- 1948-1949  Pál Szalay (1ª-7ª)
 Mario Nicolini (8ª-42ª)
- 1949-1950  Luis Monti (1ª-33ª) 
 Giovanni Garbo (34ª-42ª)
- 1950-1951  Giovanni Garbo (1ª-12ª)
 József Ging (13ª-31ª)
 Mario Nicolini (32ª-42ª)
- 1951-1952  Mario Nicolini
- 1952-1953  Cesare Migliorini
- 1953-1954  Nicolò Nicolosi (1ª-?ª)
 Guido Masetti (?ª-34ª)
- 1954-1956  Mario Nicolini
- 1956-1960  Umberto Mannocci
- 1960-1962  Piero Andreoli
- 1962-1963  Július Korostelev (1ª-?ª)
 Mario Nicolini (?ª-?ª)
 Guglielmo Trevisan (?ª-34ª)
- 1963-1964  Cesare Meucci (1ª-?ª)
 Mario Nicolini (?ª-?ª)
- 1964-1966  Umberto Pinardi
- 1966-1967  Umberto Pinardi (1ª-28ª)
 Renato Lucchi (29ª-38ª)
- 1967-1969  Renato Lucchi
- 1969-1970  Lauro Toneatto (1ª-31ª)
 Giuseppe Corradi (32ª-38ª)
- 1970-1971  Umberto Mannocci
- 1971-1972  Omero Tognon (1ª-11ª)
 Roberto Balestri (12ª-38ª)
- 1972-1973  Roberto Balestri
- 1973-1974  Ugo Pozzan (1ª-?ª)
 Luciano Filippelli (?ª-?ª)
 Enzo Robotti (?ª-38ª)
- 1974-1975  Enzo Robotti (1ª-?ª)
 Luciano Filippelli (?ª-38ª)
- 1975-1976  Graziano Landoni (1ª-21ª)
 Giampaolo Piaceri (22ª-33ª)
 Graziano Landoni (34ª-38ª)
- 1976-1977  Graziano Landoni
- 1977-1978  Giuseppe Corradi (1ª-14ª)
 Giampiero Mariani (15ª-38ª)
- 1978-1979  Giampiero Vitali (1ª-9ª)
 Giampiero Mariani (10ª)
 Gianni Seghedoni (11ª-27ª)
 Pier Luigi Meciani (28ª-34ª)
- 1979-1980  Pier Luigi Meciani (1ª-7ª)
 Sergio Carpanesi (8ª-17ª)
 Giuseppe Chiappella (18ª-38ª)
- 1980-1981  Lauro Toneatto
- 1981-1982  Aldo Agroppi
- 1982-1983  Luís Vinício
- 1983-1984  Bruno Pace (1ª-5ª)
 Luís Vinício (6ª-20ª)
 Bruno Pace (21ª-30ª)
- 1984-1985  Luigi Simoni
- 1985-1986  Vincenzo Guerini
- 1986-1987  Luigi Simoni
- 1987-1988  Giuseppe Materazzi
- 1988-1989  Bruno Bolchi (1ª-21ª)
 Luca Giannini (22ª-25ª)
 Lamberto Giorgis (26ª-34ª)
- 1989-1990  Luca Giannini
- 1990-1991  Luca Giannini e  Mircea Lucescu (D.T.) (1ª-24ª)
 Luca Giannini (25ª-34ª)
- 1991-1992  Luca Giannini (1ª-3ª)
 Ilario Castagner (4ª-38ª)
- 1992-1993  Vincenzo Montefusco (1ª-22ª)
 Mauro Viviani (23ª-38ª)
- 1993-1994  Walter Nicoletti (1ª-22ª)
 Eugenio Bersellini (23ª-38ª e spareggio)
- 1994-1995  Felice Secondini (1ª-?ª)
 Ilario Salvadori (?ª-?ª)
 Luciano Filippi (?ª-34ª)
- 1995-1996  Luciano Filippi
- 1996-1997  Luciano Filippi (1ª-15ª)
 Franco Vannini (16ª-29ª)
 Luciano Filippi (30ª-34ª)
- 1997-1998  Roberto Clagluna (1ª-22ª)
 Alessandro Mannini (23ª-26ª)
 Antonio Baldoni (27ª-34ª)
- 1998-2001  Francesco D'Arrigo
- 2001-2002  Guido Carboni (1ª-8ª)
 Corrado Benedetti (9ª-34ª)
- 2002-2003  Corrado Benedetti (1ª-8ª)
 Giovanni Simonelli (9ª-34ª e play-off)
- 2003-2004  Giovanni Simonelli (1ª-21ª)
 Antonio Cabrini (22ª-34ª)
- 2004-2005  Antonio Cabrini (1ª-10ª)
 Marco Masi (11ª-19ª)
 Ivo Iaconi (20ª-38ª)
- 2005-2006  Manuele Domenicali (1ª-6ª)
 Antonio Toma (7ª-23ª)
 Ferruccio Mariani  (24ª-30ª)
 Manuele Domenicali (31ª-33ª)
 Antonio Toma (34ª e play-out)
- 2006-2007  Piero Braglia
- 2007-2008  Gian Piero Ventura
- 2008-2009  Gian Piero Ventura (1ª-36ª)
 Bruno Giordano (37ª-42ª)
- 2009-2010  Paolo Indiani (1ª-11ª)
 Stefano Cuoghi (12ª-38ª)
- 2010-2011  Stefano Cuoghi (1ª-15ª)
 Leonardo Semplici (16ª-24ª)
 Dino Pagliari (25ª-34ª)
- 2011-2012  Dino Pagliari (1ª-23ª)
 Alessandro Pane (24ª-34ª)
- 2012-2013  Alessandro Pane (1ª-24ª)
 Dino Pagliari (25ª-30ª e play-off)
- 2013-2014  Dino Pagliari (1ª-17ª)
 Francesco Cozza (18ª-30ª)
 Leonardo Menichini (31ª-34ª e play-off)
- 2014-2015  Piero Braglia (1ª-29ª)
 Giuseppe Pillon (30ª-31ª)
 Christian Amoroso (32ª-38ª)
- 2015-2016  Giancarlo Favarin (giu.-lug.)
 Gennaro Gattuso (1ª-34ª e play-off)
- 2016-2017  Gianluca Colonnello (giu.-ago.)
 Gennaro Gattuso (1ª-42ª)
- 2017-2018  Carmine Gautieri (1ª-9ª)
 Michele Pazienza (10ª-32ª)
 Mario Petrone (33ª-38ª e play-off)
- 2018-2022  Luca D'Angelo
- 2022-2023  Rolando Maran (1ª-6ª)
 Luca D'Angelo  (7ª-38ª)
- 2023-2024  Alberto Aquilani
- 2024-2025  Filippo Inzaghi
- 2025-  Alberto Gilardino

Sono 93 gli allenatori che hanno assunto la guida tecnica del Pisa. Il primo allenatore professionista ingaggiato dal club fu József Ging; l'ungherese è colui che è rimasto in carica più a lungo, per quattordici anni, in periodi diversi fra il 1920 e il 1951. Ging fu inoltre l'allenatore della finalissima per il titolo nazionale di massima serie del 1921 persa contro la Pro Vercelli per la conquista dello scudetto. Di contro, Giuseppe Pillon, sulla panchina del Pisa per sette giorni, è l'allenatore rimasto in carica più brevemente.
Entra di diritto nella storia della società anche Renato Lucchi, che nel 1968 ha conquistato con il Pisa la prima storica promozione in Serie A. Gli altri allenatori ad aver conseguito una promozione nella massima serie sono stati Aldo Agroppi, Luigi Simoni (due volte nel 1985 e nel 1987), Luca Giannini e Filippo Inzaghi.
Nell'ambito dei trofei internazionali sono da menzionare Vincenzo Guerini e Giuseppe Materazzi che hanno conquistato le Mitropa Cup rispettivamente del 1986 e del 1988.
Sono stati sia giocatori sia allenatori del Pisa, in ordine cronologico: Manlio Mattiello, Aldo Vettori, György Orth, Angelo Pasolini, Aristide Viale, Mario Nicolini, Umberto Mannocci, Roberto Balestri, Ugo Pozzan, Luciano Filippelli, Giampaolo Piaceri, Giuseppe Chiappella, Luca Giannini, Felice Secondini, Ilario Salvadori, Alessandro Mannini, Antonio Baldoni, Marco Masi, Ferruccio Mariani, Stefano Cuoghi e Christian Amoroso.
- 1909-1912  Enrico Canti
- 1912-1913  Corrado Vannini
- 1913-1914  Gino Cristiani
- 1914-1924  Giacomo Picchiotti
- 1924-1927  Francesco Pardi
- 1927-1934  Enrico Corona 
 Dario Petrini
 Piero Cupiello
 Ranieri Garzella
- 1934-1938  Giuseppe Biscioni
- 1938-1939  Luigi Guidotti
- 1939-1945  Giovanni Gentili
- 1945-1946  Agostino Catarsi
- 1946-1948  Giacomo Picchiotti
- 1948-1949  Raffaele Micheletti
- 1949-1950  Luigi Nuti
 Aldo Cerri
- 1950-1952  Enrico Ciaranfi
- 1952-1953  Agostino Catarsi
 Antonio Bellani
- 1953-1954  Duccio Tadini Boninsegni
- 1954-1958  Enrico Ciaranfi
- 1958-1962  Raffaello Panichi
- 1962-1964  Francesco Tumbiolo
- 1964-1971  Giuseppe Donati
- 1971-1972  Paolo Siciliani
- 1972-1973  Astolfo Donati
 Sergio Marchetti
- 1973-1978  Luigi Rota
- 1978-1994  Romeo Anconetani
- 1994-1995  Piero Vettori
- 1995-2002  Enrico Gerbi e  Roberto Posarelli
- 2002-2005  Maurizio Mian
- 2005-2008  Leonardo Covarelli
- 2008-2009  Luca Pomponi
- 2009-2015  Carlo Battini
- 2015-2016  Fabrizio Lucchesi
 Fabio Petroni
- 2016-  Giuseppe Corrado

Romeo Anconetani, il presidente più longevo e vincente del Pisa, in carica dal 1978 al 1994. Durante la sua gestione il club toscano ha partecipato a 6 campionati di Serie A e ha vinto due Mitropa Cup.

In più di 100 anni di storia societaria alla guida del Pisa si sono avvicendati 37 presidenti.
Il primo presidente della società fu Enrico Canti, che faceva parte del gruppo di ragazzi che fondò il club. Romeo Anconetani è invece il presidente più longevo della storia nerazzurra, avendo guidato il club dal 1978 al 1994. La gestione Anconetani è anche la più vincente della storia pisana, con il ritorno in Serie A dopo tredici anni, le diverse partecipazioni alla massima serie e le conquiste di due Mitropa Cup.
Da segnalare anche Giacomo Picchiotti, in carica per dodici anni in due periodi diversi (dal 1914 al 1924 e dal 1946 al 1948) che contribuì in maniera determinante alla costruzione della squadra che raggiunse la finalissima per il titolo nazionale di massima serie nel 1921.
Nel 1968 Giuseppe Donati fu il presidente che portò il Pisa alla prima storica promozione nella Serie A a girone unico.
Entra di peso nella storia del club toscano anche Giuseppe Corrado, presidente che durante il suo sodalizio ha riportato il Pisa in Serie A nel 2025 a trentaquattro anni di distanza dall'ultima volta.

## Calciatori

### Hall of Fame
Il 10 aprile 2014 presso il Terminal 3 dell'Aeroporto Galilei di Pisa, alla presenza del presidente Battini, si è tenuta la cerimonia di inaugurazione dell'"Arca della gloria" nerazzurra.

### Il Pisa e le nazionali di calcio
Giovanni Moscardini, oriundo di origine scozzese, fu il primo calciatore del Pisa ad essere convocato nella Nazionale azzurra, giocò una sola partita contro la Francia nel 1925 e segnò una doppietta nella vittoria dell'Italia per 7-0. Nel 1936 Sergio Bertoni e Carlo Biagi furono convocati per le Olimpiadi di Berlino, l'Italia portò a casa la medaglia d'oro e i due azzurri furono protagonisti: Bertoni colleziono tre presenze e Biagi quattro, segnando anche quattro gol nella partita vinta per 8-0 contro il Giappone. Bertoni due anni più tardi fu anche convocato per il Campionato mondiale di calcio 1938 e se pur non scese mai in campo gli azzurri portarono a casa un altro successo. Sessantanove anni più tardi, nel 2007, Alessio Cerci fece il suo esordio nella Nazionale Under-21 dell'Italia, durante il suo periodo di militanza con la casacca nerazzurra collezionò con gli azzurrini tre presenze condite da un gol. Negli anni 2020 hanno militato nella Nazionale Under-21 Lorenzo Lucca, Samuele Angori e Giovanni Bonfanti.
Per quanto riguarda i calciatori stranieri, Klaus Berggreen, Wim Kieft, Henrik Larsen e Diego Pablo Simeone hanno fatto parte del giro delle rispettive Nazionali durante il loro periodo di militanza nella squadra toscana. Berggreen partecipò con la sua Nazionale ai campionati europei del 1984 arrivando fino alla semifinale, inoltre nell'estate antecedente al suo passaggio alla Roma, nel 1986, partecipò al campionato mondiale in Messico dove la Danimarca venne eliminata agli ottavi di finale. Miglior sorte toccò a Simeone e Larsen, che vinsero rispettivamente, la Coppa America del 1991 e il campionato europeo del 1992 con le rispettive Nazionali. Anche Kieft vinse un europeo, precisamente quello del 1988, quando però già da diversi anni aveva lasciato la casacca nerazzurra.

## Palmarès

### Competizioni internazionali
- Coppa Mitropa: 2

1985-1986, 1987-1988

### Competizioni giovanili
- Campionato nazionale Dante Berretti: 1

1971-1972 (torneo Serie C)

### Onorificenze
- Coppa Disciplina FIGC

1980-1981, 1984-1985
- Stella d'oro CONI al merito sportivo

1985

### Altre competizioni
- Campionato dell'Italia Centro Meridionale: 1

1920-1921
- Serie B: 2

1984-1985, 1986-1987
- Coppa Italia Serie C: 1

1999-2000
- Prima Divisione: 1

1933-1934 (girone finale B)
- Serie C: 1

1964-1965 (girone B)
- Serie C2: 1

1998-1999 (girone A)
- Campionato Nazionale Dilettanti: 1

1995-1996 (girone A)
- Serie D: 1

2009-2010 (girone D)
- Campionato Interregionale: 1

1957-1958 (Seconda Categoria, girone E)
- Coppa Toscana: 3

1914-1915, 1919-1920, 1920-1921
- Promozione: 1

1956-1957 (Girone B)

## Statistiche e record

### Partecipazione ai campionati
Campionati nazionali
| Livello | Categoria                           | Partecipazioni | Debutto   | Ultima stagione | Totale |
| ------- | ----------------------------------- | -------------- | --------- | --------------- | ------ |
| 1º      | Prima Categoria                     | 5              | 1912-1913 | 1920-1921       | 18     |
| 1º      | Prima Divisione                     | 5              | 1921-1922 | 1925-1926       | 18     |
| 1º      | Serie A                             | 8              | 1968-1969 | 2025-2026       | 18     |
| 2º      | Prima Divisione                     | 2              | 1926-1927 | 1927-1928       | 40     |
| 2º      | Serie B                             | 38             | 1934-1935 | 2024-2025       | 40     |
| 3º      | Prima Divisione                     | 7              | 1928-1929 | 1945-1946       | 40     |
| 3º      | Serie C                             | 18             | 1952-1953 | 2018-2019       | 40     |
| 3º      | Serie C1                            | 13             | 1978-1979 | 2013-2014       | 40     |
| 3º      | Lega Pro                            | 2              | 2014-2015 | 2015-2016       | 40     |
| 4º      | Serie C2                            | 3              | 1996-1997 | 1998-1999       | 6      |
| 4º      | IV Serie                            | 2              | 1954-1955 | 1955-1956       | 6      |
| 4º      | Campionato Interregionale - 2ª Cat. | 1              | 1957-1958 | 1957-1958       | 6      |
| 5º      | Campionato Nazionale Dilettanti     | 1              | 1995-1996 | 1995-1996       | 2      |
| 5º      | Serie D                             | 1              | 2009-2010 | 2009-2010       | 2      |

In 107 stagioni sportive disputate dall'esordio in una competizione ufficiale, sono esclusi i tornei non ufficiali giocati nei periodi bellici dal 1916 al 1919 e dal 1944 al 1946.

### Statistiche di squadra

La formazione nerazzurra undicesima nella Serie A 1982-1983

Il miglior risultato della storia nerazzurra nelle competizioni nazionali è il 2º posto nel Campionato di Prima Categoria 1920-1921, massima serie dell'epoca. Il Pisa è anche al 18º posto nella speciale classifica perpetua del campionato italiano di calcio pre-serie A a girone unico. Per quanto riguarda la serie A a girone unico, ha giocato sette campionati e il massimo risultato raggiunto è l'11º posto nella stagione 1982-1983, mentre il peggiore è il 17° del 1988-1989. Il maggior numero di segnature è di 34 reti e risale alla stagione 1990-1991, mentre il minore è di 20 nel campionato 1983-1984; sempre alla stagione 1990-1991 risale anche il primato di reti subite con 60, mentre la stagione 1982-1983 detiene anche il primato del minor numero di reti subite con 27. Al campionato 1990-1991 appartengono altri due primati, quelli del maggiore numero di vittorie e di sconfitte, rispettivamente di 8 vittorie e 20 sconfitte, mentre nella stagione 1983-1984 si è avuto anche, sia il minor numero di vittorie (3), sia il minor numero di sconfitte con 11 in concomitanza con il campionato 1982-1983.
In serie B invece il miglior risultato, da quando è stata istituita nel 1929, sono i 2 primi posti nel 1984-1985 e 1986-1987, il peggiore è il 22° del 2016-2017. Il maggior numero di segnature (64) risale al campionato 2024-2025, mentre il minore e di 23 nel 2016-2017; alla stagione 1939-1940 appartiene il primato delle reti subite con 62, mentre nella stagione 1989-1990 si ha il minor numero di reti subite con 23. Al campionato 2016-2017 appartiene il primato del minor numero di vittorie con 6, mentre la stagione vittoriosa del 1984-1985 detiene il primato del minor numero di sconfitte con 5. Il maggior numero di vittorie stagionali appartiene alla stagione 2024-2025 con 23, mentre nella stagione 2008-2009 si ha anche il maggior numero di sconfitte con 18. Inoltre nella stagione 2024-2025 ha raggiunto il record di punti della sua storia in cadetteria (76) da seconda classificata; nessuno aveva fatto gli stessi punti in quella posizione di classifica.
Nelle coppe nazionali giocate, la prima risale all'edizione 1935-1936, il miglior risultato è la semifinale del 1988-1989; inoltre il Pisa è riuscito a conquistare un'edizione della Coppa Italia Serie C nella stagione 1999-2000. La squadra ha partecipato a sette edizioni di competizioni internazionali europee non UEFA (Coppa Mitropa, Coppa Anglo-Italiana e Supercoppa Mitropa) vincendo due edizioni della Coppa Mitropa, precisamente quella del 1985-1986 e quella del 1987-1988.
Il club vanta la 34ª miglior tradizione sportiva in Italia secondo i parametri della FIGC.

### Statistiche individuali
Enzo Loni è il cannoniere più prolifico della storia nerazzurra, 15 delle sue 78 reti contribuirono alla serie A sfiorata nel campionato di serie B 1947-1948, ha giocato nel Pisa per 10 stagioni suddivise tra serie B, serie C e IV Serie, concludendo la sua carriera con la retrocessione nel campionato di Promozione nella stagione 1955-1956. Fabrizio Barontini detiene il record di presenze, ha indossato la maglia del Pisa per 318 volte in 14 stagioni, divise tra Serie B, Serie C e una di Serie A nella stagione 1968-1969, che ne fanno una delle più grandi bandiere della società toscana. Il rumeno Marius Marin, a Pisa dal 2018, è invece il giocatore straniero che ha vestito più a lungo la maglia nerazzurra.
In Serie A a girone unico Alessandro Mannini detiene il record di presenze con 89 gettoni, mentre il già citato Klaus Berggreen quello delle reti, con 19 segnature. Per quanto riguarda i record in una singola stagione, Enrico Ribechini segnò 32 reti nel campionato di Promozione Toscana 1956-1957. In massima serie invece, Danilo Sbrana mise a segno 21 gol in 21 partite nel campionato di Prima Divisione 1921-1922, mentre Michele Padovano con 11 centri nel campionato 1990-1991 è il massimo cannoniere in una singola stagione di serie A. In Serie B José Ignacio Castillo con 21 reti nella stagione 2007-2008 ha battuto il precedente primato di 18 gol di Lamberto Piovanelli. Christian Puggioni invece con 594 minuti senza subire reti, detiene il record di imbattibilità nerazzurro in un campionato professionistico, precisamente nel campionato di Serie C1 2006-2007.
Tra i 10 giocatori con più presenze in assoluto, l'unico ancora in forza al Pisa Sporting Club è Marius Marin.
Di seguito i primi 10 giocatori per presenze e reti, con la maglia del Pisa, nei massimi campionati, coppe escluse.
| Record di presenze - 318 Fabrizio Barontini (1960-1974) - 315 Piero Gonfiantini (1966-1976) - 288 Enzo Loni (1945-1956) - 279 Luciano Nicolini (1946-1954) - 247 Roberto Gasparroni (1963-1972, 1974-1975) - 237 Marius Marin (2018-) - 227 Massimo Luperini (1969-1978) - 220 Alessandro Mannini (1978-1987) - 212 Emiliano Niccolini (1994-2005) - 211 Antonio Baldoni (1969-1970, 1971-1978) | Record di reti - 78 Enzo Loni (1945-1956) - 71 Danilo Sbrana (1919-1925) - 64 Alessandro Duè (1930-1936) - 49 Angelo Pomponi (1933-1937) - 44 Natale Faccenda (1937-1940, 1941-1943) - 44 Giorgio Barbana (1976-1980) - 43 Michele Marconi (2018-2021) - 42 Sergio Bertoni (1935-1938) - 40 Enrico Ribechini (1956-1959) - 40 Lamberto Piovanelli (1986-1991) |

## Tifoseria

I 10000 tifosi pisani che, nel 1984, raggiunsero lo Stadio Giuseppe Meazza di Milano per la decisiva partita-salvezza di fine campionato.

I gruppi organizzati della tifoseria pisana si riuniscono nella curva Nord "Maurizio Alberti", intitolata a un tifoso pisano entrato in coma a causa di un arresto cardiaco durante una trasferta a La Spezia e morto due settimane dopo, l'8 febbraio 1999; mentre la gradinata "Gianluca Signorini" ospita un folto gruppo non organizzato, composto soprattutto da vecchi ultras.
La tifoseria segue da sempre un'ideologia politica di estrema sinistra, ispirata dalla storia culturale cittadina. Il tifo organizzato nerazzurro è inoltre molto impegnato nel sociale, durante diverse partite dell'anno vengono effettuate raccolte fondi per varie iniziative benefiche.

### Gemellaggi e rivalità
La tifoseria organizzata ha rapporti di gemellaggio con la tifoseria del Viareggio, risalente agli anni 1980, ha varie radici tra cui la vicinanza delle due città, le rivalità in comune e anche per il fatto che molti viareggini seguivano con simpatia il Pisa in quegli anni. La curva pisana è anche gemellata con gli austriaci dello Sturm Graz, i tedeschi del Karlsruhe e con la tifoseria della squadra svizzera di Hockey su ghiaccio dell'Ambrì Piotta. Vi furono anche due forti gemellaggi con le tifoserie organizzate di Carrarese e Reggiana, entrambi molto longevi ma sciolti per divergenze riguardanti le norme anti-violenza instaurate dopo la morte dell'ispettore Filippo Raciti il 2 febbraio 2007. Il gemellaggio con la Reggiana ebbe inizio all'ultima giornata del campionato di Serie B 1981-1982, quando un pareggio per 0-0 permise ai nerazzurri di essere promossi in Serie A e ai granata di mantenere la cadetteria. Altro gemellaggio longevo fu quello con il Genoa terminato nel 2004 dopo una partita tra i rossoblu e il Livorno, stesso discorso con gli ultras del Cosenza con i quali intorno agli anni 2000 si interruppe il rapporto di gemellaggio. In passato vi fu un'importante amicizia con la tifoseria del Vicenza (specialmente tra i Vigilantes Vicenza e i Rangers Pisa).

Una partita tra Pisa e del 1979.

Un capitolo a parte merita la rivalità tra Pisa e Livorno, che esiste fin dalla fondazione delle due società sportive. Le due città, l'antichissima Pisa e la moderna Livorno (che nel Medioevo era semplicemente uno degli approdi del sistema portuale pisano) hanno storie e caratteristiche differenti, che sono sfociate nella rivalità calcistica, famosa per essere tra le più colorite d'Italia. Tra le due tifoserie nel corso degli anni non sono mancati scontri violenti, come nel 1999 o come nel 2001. Anche Romeo Anconetani, che durante la sua presidenza espresse chiaramente l'idea di unire le due città sotto un'unica squadra chiamata Pisorno, si dovette ricredere vedendo le proteste che scaturirono dalle due città. Nel 2012 l'allora presidente del consiglio Mario Monti propose l'accorpamento di varie province italiane e tra queste vi erano proprio Pisa e Livorno: anche in questo caso ne scaturì un pandemonio di proteste e sfottò nelle due città.
La rivalità tra il Pisa e la Fiorentina ha radici molto lontane, risalenti alla proverbiale, feroce inimicizia tra le due città nel Medioevo. Pisa, molto più antica e nobile, già porto ricco e famoso in epoca etrusca e poi romana, si schierò col partito politico dei Ghibellini, mentre Firenze per i Guelfi. Firenze non aveva (e non ha) sbocco marittimo, fu costretta a pagare dazi onerosi ai pisani per effettuare scambi commerciali marittimi fino a quando, dopo aver perso battaglie e aver rischiato di esser rasa al suolo, riuscì ad occupare Pisa nel 1406. A quel punto decise di puntare tutto su Livorno, sviluppandola e scavalcando Pisa. I pisani non hanno mai digerito né dimenticato questi eventi, nutrendo una profonda antipatia per Firenze. Nel 2015 la rivalità si è rinnovata per l'ennesima volta con la notizia della fusione tra l'aeroporto pisano e quello fiorentino scatenando le proteste della piazza pisana. Anche qui come per il derby con il Livorno ci sono stati vari scontri nel corso degli anni, soprattutto, vista la differenza di categoria, all'epoca della Serie A nerazzurra.
In conclusione, la rivalità tra pisani e livornesi è una specie di odio-amore che non è né odio né amore ed è abbastanza limitata al calcio o comunque a sfottò goliardici. Quella con Firenze invece è molto più grande e profonda e sarebbe di gran lunga la principale rivalità calcistica dei pisani se il Pisa avesse continuato a militare in serie A: la prolungata assenza del derby ha fatto sopire (ma non certo dimenticare) l'odio per Firenze e la Fiorentina.
Rivalità per motivi campanilistici regionali si hanno con quasi tutte le restanti compagini toscane, escluse le già citate Viareggio e Carrarese, ma la più sentita, sia per la vicinanza, sia per le opposte idee politiche e per il profondo odio fra le due città che affonda le proprie radici nel medioevo, è quella con la Lucchese. Fuori dai confini regionali una fra le rivalità più sentite è quella con gli ultras dello Spezia con i quali, a cavallo tra la fine degli anni 1990 e primi anni 2000, militando quasi sempre nella stessa categoria vi è stata spesso occasione di contatto. Da segnalare infine le rivalità di tipo politico: essendo la tifoseria pisana principalmente di sinistra, vi è rivalità con quasi tutte le tifoserie di destra presenti nel panorama calcistico nazionale.

## Organico

### Rosa 2025-2026
Rosa e numerazione aggiornate al 16 agosto 2025.
| N. |                      | Ruolo | Calciatore                    |
| -- | -------------------- | ----- | ----------------------------- |
| 1  | Croazia (bandiera)   | P     | Adrian Šemper                 |
| 3  | Italia (bandiera)    | D     | Samuele Angori                |
| 4  | Italia (bandiera)    | D     | Antonio Caracciolo            |
| 5  | Italia (bandiera)    | D     | Simone Canestrelli (capitano) |
| 6  | Romania (bandiera)   | C     | Marius Marin                  |
| 7  | Algeria (bandiera)   | C     | Mehdi Léris                   |
| 8  | Danimarca (bandiera) | C     | Malthe Højholt                |
| 9  | Danimarca (bandiera) | A     | Henrik Meister                |
| 10 | Francia (bandiera)   | C     | Mattéo Tramoni                |
| 11 | Colombia (bandiera)  | D     | Juan Cuadrado                 |
| 12 | Brasile (bandiera)   | P     | Nicolas                       |
| 13 | Italia (bandiera)    | D     | Christian Sussi               |
| 14 | Nigeria (bandiera)   | C     | Ebenezer Akinsanmiro          |
| 15 | Germania (bandiera)  | C     | Idrissa Touré                 |
| 16 | Rep. Ceca (bandiera) | C     | Louis Thomas Buffon           |
| 17 | Romania (bandiera)   | D     | Adrián Rus                    |
| 18 | Angola (bandiera)    | A     | M'Bala Nzola                  |

| N. |                       | Ruolo | Calciatore           |
| -- | --------------------- | ----- | -------------------- |
| 19 | Portogallo (bandiera) | D     | Tomás Esteves        |
| 20 | Svizzera (bandiera)   | C     | Michel Aebischer     |
| 21 | Turchia (bandiera)    | C     | İsak Vural           |
| 22 | Italia (bandiera)     | P     | Simone Scuffet       |
| 32 | Italia (bandiera)     | A     | Stefano Moreo        |
| 33 | Italia (bandiera)     | D     | Arturo Calabresi     |
| 34 | Croazia (bandiera)    | P     | Ante Vukovic         |
| 36 | Italia (bandiera)     | C     | Gabriele Piccinini   |
| 37 | Italia (bandiera)     | A     | Elia Giani           |
| 44 | Svizzera (bandiera)   | D     | Daniel Denoon        |
| 45 | Danimarca (bandiera)  | A     | Alexander Lind       |
| 47 | Brasile (bandiera)    | D     | Mateus Lusuardi      |
| 72 | Italia (bandiera)     | C     | Giacomo Maucci       |
| 76 | Belgio (bandiera)     | D     | Jeremy Kandje Mbambi |
| 77 | Bulgaria (bandiera)   | A     | Mert Durmush         |
|    | Italia (bandiera)     | D     | Pietro Beruatto      |

### Staff tecnico
Staff aggiornato all'11 luglio 2025.
Staff tecnico
- Alberto Gilardino - Allenatore